# مانیتور کلاس گورگون
مانیتور کلاس گورگون (به انگلیسی: Gorgon-class monitor) یک کلاس از کشتی است که طول آن ۳۱۰ فوت (۹۴ متر) می‌باشد.